# Vireo griseus
Vireo griseus е вид птица от семейство Vireonidae.

## Разпространение
Видът е разпространен в Бахамските острови, Белиз, Бермудските острови, Британските Вирджински острови, Гваделупа, Гватемала, Канада, Кайманови острови, Колумбия, Коста Рика, Куба, Мексико, Малки далечни острови на САЩ, Никарагуа, Пуерто Рико, САЩ, Търкс и Кайкос и Хондурас.